# Siler City
Siler City é uma cidade  localizada no estado norte-americano de Carolina do Norte, no Condado de Chatham.

## Demografia
Segundo o censo norte-americano de 2000, a sua população era de 6966 habitantes.
Em 2006, foi estimada uma população de 8449, um aumento de 1483 (21.3%).

## Geografia
De acordo com o United States Census Bureau tem uma área de
12,7 km², dos quais 12,7 km² cobertos por terra e 0,0 km² cobertos por água. Siler City localiza-se a aproximadamente 190 m acima do nível do mar.

## Localidades na vizinhança
O diagrama seguinte representa as localidades num raio de 24 km ao redor de Siler City.